# Лонгитудинална метода
Лонгитудинална метода тј. истраживање је поновљено испитивање, у психологији, исте појаве или скупа испитаника у дужем или краћем временском периоду. 
Овим методом се махом покушава установити да ли временом долази до промена неке појаве у психологији али и у другим наукама.